# 258P/PANSTARRS
258P/PANSTARRS – kometa krótkookresowa, należąca do rodziny komet Jowisza.

## Odkrycie
Kometa została odkryta 27 kwietnia 2012 w ramach programu obserwacyjnego Pan-STARRS. Później zostały odnalezione wcześniejsze zdjęcia tego obiektu, sięgające marca 2002 roku, co pozwoliło precyzyjnie wyznaczyć jej elementy orbitalne.

## Orbita komety i właściwości fizyczne
Orbita komety 258P/PANSTARRS ma kształt elipsy o mimośrodzie 0,21. Jej peryhelium znajduje się w odległości 3,48 j.a., aphelium zaś 5,32 j.a. od Słońca. Jej okres obiegu wokół Słońca wynosi 9,22 roku, nachylenie do ekliptyki ma wartość 6,7˚.